# Constituția iugoslavă din 1974
Constituția iugoslavă din 1974 a fost a treia și ultima constituție a Republicii Socialiste Federative Iugoslavia. Aceasta a intrat în vigoare la 21 februarie 1974.
Această constituție a fost printre cele mai stufoase constituții din lume, cuprinzând 406 articole noi. Textul a adăugat un limbaj elaborat care protejează sistemul autogestiunii muncitorilor de interferența statului și în favoarea extinderii reprezentării republicilor și provinciilor în instituții. Adunarea Federală, care a fost restructurată, a fost desemnată cea mai înaltă formă a sistemului de autogestionare potrivit noii constituții. În consecință, a fost elaborată o procedură electorală complexă pentru acel organism, începând cu organizațiile locale muncitorești și politice. Aceste organisme urmau să aleagă adunările la nivel de comună, care apoi să aleagă adunările la nivel de provincie și republică; în cele din urmă, ultimele grupuri alegeau membrii celor două componente ale Adunării Federale, Camera Federală și Camera Republicilor și Provinciilor.
Deși noua constituție s-a axat pe codificarea sistemului socio-economic în baza rezultatelor obținute din aplicarea autogestiunii socialismului, consecințele cele mai controversate și istorice au apărut în reglementările constituției privind organizarea statală a federației, ulterior fiind invocată ca bază legală pentru destrămarea Iugoslaviei și interpretată diferit de părțile combatante în timpul războaielor din fosta Iugoslavie.
Noua Constituție a redus și numărul membrilor președinției federale de la douăzeci și trei la nouă, fiecare reprezentând o republică și o provincie și o funcție din oficiu pentru președintele Ligii Comuniștilor. Constituția din 1974 a extins, de asemenea, protecția drepturilor individuale și a procedurilor judiciare, cu avertismentul universal că niciun cetățean nu poate folosi acele libertăți pentru a perturba orânduirea sistemului social. În cele din urmă, Kosovo și Voivodina, cele două provincii constitutive ale Serbiei, au primit o autonomie substanțial sporită, inclusiv drept de veto de facto în parlamentul sârb.
Legea fundamentală din 1974 a confirmat și a consolidat principiile amendamentelor din 1971 aduse fostei constituții iugoslave, conform cărora drepturile suverane erau exercitate de unități federale și că federația avea doar autoritatea care i-a fost transferată în mod specific prin constituție.
De asemenea, constituția l-a proclamat pe Iosip Broz Tito președinte pe viață.

## Context
Adoptarea noii constituții a fost posibilă datorită unor serii de evenimente politice semnificative care au avut loc cu câțiva ani înainte și care au marcat începutul descentralizării puterii. În vara anului 1966, Aleksandar Ranković, unul dintre cei mai apropiați asociați ai lui Iosip Broz Tito, a fost înlăturat din cauza opoziției sale față de federalism. Ideile slovenului Edvard Kardelj au reușit să prevaleze în rândul conducerii și a început un proces de federalizare progresivă a țării. În 1968 și 1971, au fost adoptate amendamente la Constituția Federală care au introdus Președinția Iugoslaviei cu rol de organism colectiv de conducere. În același an, conducerea republicană a Republicii Socialiste Croația a fost complet destituită, pe motiv că intensificau sentimentele naționaliste croate. În toamna anului 1972, în guvernul Republicii Socialiste Serbia a avut loc o epurare politică. Aceste evenimente au favorizat adoptarea unei noi constituții federale.

## Constituția
Conform noii constituții, toate puterile aparțineau „clasei muncitoare și poporului muncitoresc”. În privința structurii guvernamentale, provinciile din cadrul RS Serbiei (Voivodina și Kosovo) au primit mai multe împuterniciri: au dobândit propriile președinții de stat și de partid, teritoriul lor nu putea fi schimbat fără consimțământul Adunării Provinciale iar guvernele locale aveau inclusiv dreptul de a se opune deciziilor autorităților sârbe.
Iosip Broz Tito, președintele Iugoslaviei, a fost numit în Constituție președinte pe viață al Iugoslaviei. A fost, de asemenea, Președintele Republicii și Președintele Președinției Iugoslaviei. După moartea sa, toate funcțiile sale aveau să fie transferate Președinției Iugoslaviei.
În cadrul discuției publice asupra modificărilor constituției, Mihailo Đurić, profesor la Facultatea de Drept din Belgrad, a fost condamnat la închisoare după publicarea unui discurs în care s-a opus implementării modificărilor constituționale planificate. Acesta a subliniat că Iugoslavia ar deveni doar un termen geografic pe al cărui teritoriu se înființează mai multe state naționale independente (dar și conflictuale), sub pretextul unei dezvoltări coerente a egalității între națiuni, și a susținut că amendamentele constituționale propuse nu vor schimba radical doar caracterul fostei uniuni statale a națiunilor iugoslave, dar a respins însăși ideea unei astfel de comunități statale.